# Iglesia de San Bernardo (Palencia)
La iglesia de San Bernardo es un templo católico de la ciudad de Palencia (Castilla y León, España). Fue la iglesia de un monasterio femenino,  de monjas carmelitas y posteriormente cistercienses, y albergó durante siglos la imagen de la Virgen de la Calle, patrona de la ciudad. Lo más destacable desde el punto de vista artístico es la fachada de estilo renacentista, una de las escasas dentro de este estilo que se conservan en la ciudad. La fachada fue declarada Monumento Histórico Artístico en el año 1941. 

## Historia
En su origen, fue una ermita dedicada a Nuestra Señora de las Candelas, que concentraba la devoción de los vecinos de esa parte de la ciudad de Palencia. La ermita poseía dos imágenes sagradas, una en el altar mayor, que pertenecía al cabildo de la catedral, y otra sobre la puerta de entrada, que recibía veneración de los viandantes y devotos que por cualquier circunstancia no podían entrar al templo, y que por este motivo comenzó a llamarse Virgen de la Calle. Existía también una cofradía para atender el culto. 
Santa Teresa de Jesús, que estuvo tres veces en Palencia para fundar una casa de carmelitas descalzas, describe cómo era el primitivo santuario:

Está en el pueblo una casa de mucha devoción de nuestra Señora, como ermita, llamada nuestra Señora de la Calle. En toda la comarca y ciudad es grande la devoción que se le tiene y la gente que acude allí. Pareciole a Su Señoría y a todos, que estaríamos bien cerca de aquella iglesia. Ella no tenía casa, mas estaban dos juntas, que, comprándolas, eran bastantes para nosotras, junto con la iglesia. Esta nos había de dar el cabildo y unos cofrades de ella, y así se comenzó a procurar. El cabildo luego nos hizo merced de ella, y aunque hubo harto en qué entender con los cofrades, también lo hicieron bien; que, como he dicho, es gente virtuosa la de aquel lugar, si yo la he visto en mi vida. (...) La imagen de nuestra Señora estaba puesta muy indecentemente. Hale hecho capilla por sí el obispo Don Álvaro de Mendoza, y poco a poco se van haciendo cosas en honra y gloria de esta gloriosa Virgen y su Hijo.

.
Así pues, la primitiva ermita fue reconstruida y convertida en iglesia del monasterio de carmelitas que fundó personalmente la santa abulense. No obstante, la permanencia de las religiosas carmelitas fue breve, pues lo ocuparon solamente entre 1581 y 1590. En 1598 se cedió a las monjas de la Orden del Císter de Santa María del Escobar, que trasladaron su monasterio desde Torquemada a este lugar. Desde ese momento la iglesia tomó la advocación de San Bernardo de Claraval, y parece que fue entonces cuando se remozó completamente el templo, construyéndose la fachada plateresca que se conserva, y reedificando en años posteriores el cuerpo de la iglesia, con las intervenciones de los arquitectos Francisco de Praves y Felipe Berrojo.
Las monjas bernardas permanecieron en el monasterio e iglesia anexa hasta el año 1938, no así la imagen de la Virgen de la Calle que, en el siglo XVIII, debido a la expulsión de los jesuitas decretada en España por Carlos III, pasó a ocupar la iglesia de la Compañía que esta orden había dejado vacía, siendo hasta el día de hoy el santuario de la patrona de Palencia. En el citado año de 1938, el obispo Manuel González García trasladó a las monjas que restaban en Palencia al Real Monasterio de san Andrés de Arroyo, en la comarca palentina de La Ojeda. La comunidad estaba formada por ocho religiosas cuando abandonaron la ciudad.
A partir de entonces, el edificio del monasterio fue cedido por el obispado a los Hermanos de las Escuelas Cristianas, que levantaron un colegio de nueva planta en sustitución de los edificios monásticos, quedando la iglesia como capilla. Durante muchos años el edificio sufrió un progresivo deterioro, a pesar de su declaración como Monumento en 1941, que solo afectaba a la fachada. Ésta fue restaurada durante la primera década del siglo XXI corrigiendo la erosión y el mal estado general que presentaba. En el año 2015, la iglesia, ya restaurada asimismo, acogió la exposición Huellas y Moradas, dedicada a santa Teresa, organizada por el Ayuntamiento de Palencia dentro del año teresiano.

## Descripción del edificio

### Exterior
El edificio se sitúa en el centro de la ciudad de Palencia, muy cerca de la calle Mayor. La fachada mira a una angosta calle, lo que le resta vistosidad y perspectiva. Es una de las principales muestras de estilo renacentista, con resabios manieristas, de la capital palentina. Se atribuye su realización al maestro Hernando de Pumar, hacia el año 1598.
Esta fachada está compuesta a modo de arco de triunfo, con dos cuerpos superpuestos divididos en tres calles, separados por columnas exentas de orden corintio de fuste acanalado, con el tercio inferior cubierto por decoración agrutescada, y un ligero éntasis. Remata ambos cuerpos una cornisa muy saliente y movida, con un arquitrabe de tres platabandas, y superpuesto a él, un friso con figuras desnudas que sostienen cornucopias. El cimacio de las columnas lo forma un dado con las platabandas, coronadas en este caso por cabezas de querubines de hermosa talla. En ambos cuerpos se repite este módulo compositivo sin apenas variaciones, salvo los altos plintos sin decoración que elevan las columnas del cuerpo inferior. El arquitecto demuestra aquí su conocimiento de los elementos y proporciones del módulo clásico, a la vez que lo enriquece y adapta con aportaciones propias.

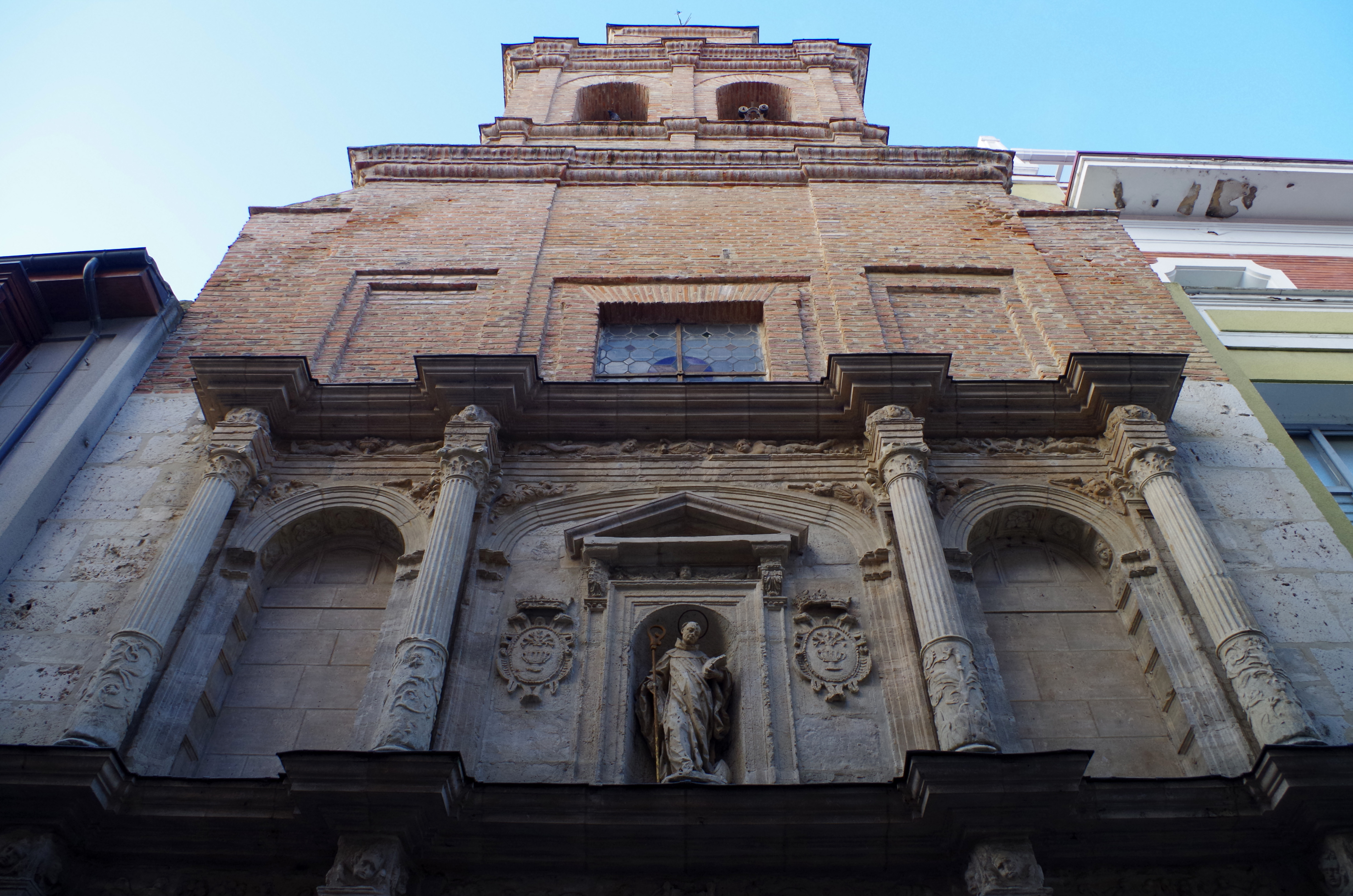
Detalle de los cuerpos superiores de la fachada y espadaña.

Un gran arco de medio punto que forma la entrada a la iglesia centra la atención en el primer cuerpo. Este arco presenta rica decoración de casetones en el intradós, y las enjutas se enriquecen con dos relieves, muy deteriorados, figurando la escena evangélica de la Anunciación. Las calles laterales de este primer cuerpo aparecen lisas, salvo dos tarjetones con decoración de cueros recortados y figuras alegóricas de virtudes teologales (la Fe y la Esperanza) en la parte superior de ambos espacios. El segundo cuerpo repite el esquema del inferior, con la salvedad de que tres arcos de medio punto ocupan las calles respectivas; se dice que originariamente estaban abiertos hacia el interior del templo y servían para decir misas públicas hacia la calle, con el oficiante ocupando el hueco central, que es ligeramente más ancho y está rematado por un arco carpanel; posteriormente serían cegados, ocupando el espacio central una hornacina rematada por frontón triangular, con una hermosa imagen de san Bernardo, atribuida al escultor José de Sierra. Dos óvalos heráldicos con jarrones de azucenas flanquean al santo fundador.
El tercer cuerpo se concluyó en ladrillo con formas ajenas a los dos primeros, así pues puede considerarse la fachada como inacabada, siendo notoria la falta de un cuerpo superior acorde con los dos descritos, que hubiera equilibrado la excesiva horizontalidad que ahora se percibe. El remate actual se concibió como un cerramiento meramente funcional, con ligeros resaltes en el muro siguiendo la línea de las calles, y tres más de forma cuadrada en la parte inferior, ocupado el central por un simple ventanal que ilumina el interior del templo. Una sencilla espadaña de dos troneras culmina el conjunto.

### Interior
El cuerpo de la iglesia es posterior a la fachada, ejecutado según los cánones del Barroco clasicista o escurialense por Diego de Praves, arquitecto del foco vallisoletano del siglo XVII. El interior se presenta sencillo y austero, alternando muros de aparejo de ladrillo enfoscado con sillarejo o sillería regular en las zonas visualmente más llamativas. El espacio se compartimenta por pilastras de orden toscano con una saliente cornisa como remate. La cubrición es de bóvedas de cañón con lunetos. Un camarín, añadido a la parte posterior del altar mayor por el arquitecto Felipe Berrojo, servía para dar culto a la Virgen de la Calle. Se cubre este espacio con una interesante bóveda de forma octogonal, decorada con pinturas alusivas a la Inmaculada y tres flores de lis, que es el emblema del cabildo catedralicio de Palencia.
Entre el escaso patrimonio mueble conservado, centra la atención el retablo mayor, bello ejemplar de finales del barroco, ejecutado en el siglo XVIII en madera dorada con órdenes de columnas torsas y exuberante decoración que invade toda la superficie. Imágenes modernas de san Juan Bautista de la Salle, san José y san Bernado ocupan las hornacinas inferiores, mientras que el remate redondeado superior muestra un relieve del martirio de san Antolín, titular de la catedral y el cabildo, y dos figuras alegóricas a los lados.